# گلدگبن
گلدگبن (به لاتین: Goldgeben) یک منطقهٔ مسکونی در اتریش است که در هوشلایتن واقع شده‌است.